# 国民勤労報国協力令

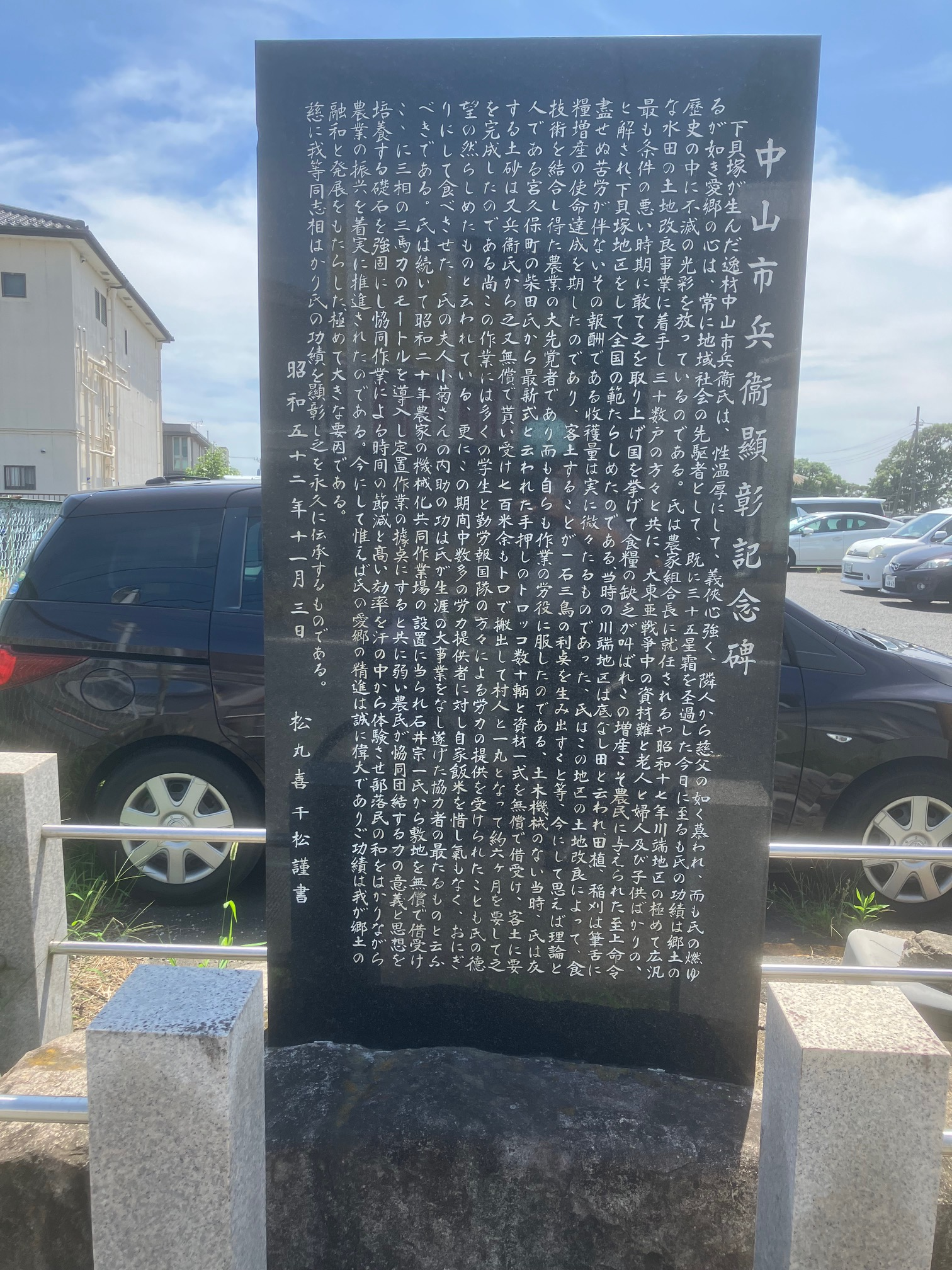
勤労報国隊の労力提供を受け1942年(昭和17年)に下貝塚地区の埋立事業を興した中山市兵衞顕彰碑、千葉県市川市

国民勤労報国協力令（こくみんきんろうほうこくきょうりょくれい、旧字体：國民勤󠄁勞報國協力令、昭和16年11月22日勅令第995号）は1941年（昭和16年）11月22日に公布され、同年12月1日に施行された日本の勅令。
本勅令は、従来任意に存在した勤労奉仕隊を義務付けると共に総合的な調整を狙ったものである。学校・職場ごとに、14歳以上40歳未満の男子と14歳以上25歳未満の独身女性を対象とした勤労報国隊が編成され、軍需工場、鉱山、農家などにおける無償労働に動員された。1945年（昭和20年）3月、国民勤労動員令の施行にともなって廃止された。